# 어웨이크 (2007년 영화)
《어웨이크》(영어: Awake)는 2007년 개봉한 미국의 스릴러 영화이다.

## 줄거리
부유한 클레이는 어머니 릴리스의 조수 샘과 사랑에 빠져 릴리스의 반대를 물리치고 자정에 둘만의 결혼식을 올리고, 직후 친구 잭이 집도하는 심장 이식 수술을 받게 된다.
마취 중 각성을 일으킨 클레이는 투시 능력을 발동하고, 잭이 수술 중에 자신을 죽일 작정이라는 걸 알게 된다. 게다가 잭은 전에 자신 밑에서 병원에서 일한 샘과 공모한 상태이다. 샘은 이식될 심장에 독소루비신을 주사하여 신체 거부 반응을 유도하고 클레이의 보험금을 타내 잭의 의료 소송비를 댈 생각이다.

## 출연
- 헤이든 크리스턴슨 - 클레이 베리스퍼드 주니어 역
- 제시카 앨바 - 서맨사 "샘" 록우드터널 역
- 테런스 하워드 - 잭 하퍼 의사 역
- 레나 올린 - 릴리스 베리스퍼드 역
- 피셔 스티븐스 - 유진 퍼트넘 의사 역
- 알리스 하워드 - 나이어 의사 역
- 크리스토퍼 맥도널드 - 래리 루핀 의사 역
- 조지나 채프먼 - 페니 카버 간호사 역
- 데이비드 하버 - 드라큘라 복장의 남자 역
- 샘 로바즈 - 클레이 베리스퍼드 시니어 역

## 기타 제작진
- 공동 제작: 토리 터널
- 배역: 에이비 코프먼
- 미술: 디나 골드먼
- 의상: 신시아 플린트